# Запоріжкокс (футзальний клуб)
Футзальний клуб Запоріжкокс (Запоріжжя) або просто Запоріжкокс  — український футзальний клуб з міста Запоріжжя, переможець чемпіонату України з міні-футболу 1992 року. 

## Хронологія назв
- 1987–1996: «Надія» (Запоріжжя)
- 1996–1998: «Надія-Запоріжкокс» (Запоріжжя)
- 1998–2002: «Запоріжкокс» (Запоріжжя)

## Історія
У 1987 році заснований футзальний клуб «Надія» (Запоріжжя), який представляв Дніпровський коксохімічний завод. Клуб брав участь у чемпіонатах УРСР.
У 1992 році команда «Надія» під керівництвом тренерів Юрія Пешехонова і Юрія Арестенко, представляючи ФСК «Автомаш», вперше взяла участь в чемпіонаті України. «Надія» закінчила груповий турнір на першому місці, при цьому набрала 23 очки. У фінальний турнір пробилися шість найкращих клубів. У ньому «Надія» програла «Механізатору», але виграла інші матчі, завоювавши золото чемпіонату країни. Найкращим бомбардиром став гравець «Надії» Олександр Яценко, який забив 28 м'ячів, а найкращим воротарем — Олег Зозуля. Звання «Майстер спорту України» отримали всі гравці, які стали чемпіонами: Олег Зозуля, Олександр Яценко, Віктор Головатенко, Раміс Мансуров, Роман Скляр, Сергій Дюженко, Вадим Чередниченко, Віталій Дмитренко, Тарас Вонярха, Сергій Усаковський, Юрій Усаковський, Роман Смирнов, Едуард Дорошенко, Павло Шалфеєв та Юрій Арестенко.
Під керівництвом Юрія Арестенка, під назвою «Надія-Дніпроспецсталь» команда пробилася в фінал кубка України з футзалу 1992/93, де в серії пенальті поступилася київському «СКІФ-Сілексу».
Чемпіонат України з футзалу 1993/94 років «Надія» закінчила на другому місці, першим же став київський «Слід». У кубку країни «Надія» також стала другою, поступившись у фіналі дніпропетровському «Ніці» з рахунком 1:5. Олександр Яценко за підсумками турніру отримав приз «Найтехнічнішому гравцеві».
У 1994 році «Надія» взяла участь у «Кубку Великого Дніпра». Команда не зуміла пробитися до фіналу, проте її гравці отримали індивідуальні призи: Олександр Яценко — найкращий бомбардир (14 голів), Олег Зозуля — найкращий воротар, Валерій Петрух — найкорисніший гравець, Віктор Головатенко — коректний гравець. Окрім цього, під назвою «Надія-ЗДУ» команда Юрія Арестенка виступила на «Кубку слов'янських країн», де посіла перше місце.
У 1995 році «Надія» займає третє місце в чемпіонаті країни. Окрім цього, команда перемагає в Євро-Азійській лізі.
Чемпіонат країни 1995/96 «Надія» закінчує невдало — на десятому місці. Наступного року під назвою «Надія-Запоріжкокс» команда приходить до фінішу чемпіонату шостою, а Олександр Яценко в черговий раз стає найкращим бомбардиром (48 м'ячів).
З 1998 року команда продовжує виступи під назвою «Запоріжкокс». Чемпіонат 1997/98 завершує на п'ятому місці. 
У 1999 році команда повертається на п'єдестал чемпіонату України, посівши третє місце в розіграші 1998/99. У десятку найкращих бомбардирів турніру увійшли Олександр Кабаненко та Олександр Москалюк. У складі «Запоріжкоксу» виступали Олег Зозуля, Євген Зарецький, Олександр Косенко, Олександр Москалюк, Сергій Москалюк, Володимир Чередниченко, Олександр Кабаненко, Сергій Гупаленко, Сергій Федоренко, Сергій Ярошенко, Олег Дейкун, Сергій Шупика, Євген Хливнюк, Віталій Дмитренко. Тренував команду Геннадій Шур. У 1999 році «Запоріжкокс» також здобув перемогу в «Кубку Великого Дніпра».
У 2000 році «Запоріжкокс» об'єднується з успішно виступили на попередньому турнірі «Віннер Форд-Університет» та займає друге місце в чемпіонаті і кубку країни, поступившись в обох турнірах київському «Інтеркасу». 2001 рік приносить команді п'яте місце в чемпіонаті, при цьому гравець «Запоріжкоксу» Ігор Москвичов стає найкращим бомбардиром турніру (34 голи). Окрім цього, МФК «Запоріжкокс» стає переможцем проходить в Харкові «Кубка Визволення».
2002 щорічно стає останнім в історії команди. «Запоріжкокс» завершує чемпіонат України на четвертому місці і припиняє виступи в еліті українського футзалу. Ігор Москвичов повторно стає найкращим бомбардиром турніру, забивши 45 м'ячів у чемпіонаті, але тепер уже в складі донецького «Шахтаря», куди він перейшов з «Запоріжкоксу» на початку сезону.

## Досягнення
- Чемпіонат України
  -  Чемпіон (1): 1992
  -  Срібний призер (2): 1993/94, 1999/00
  -  Бронзовий призер (2): 1994/95, 1998/99

- Кубок України
  -  Фіналіст (3): 1992/93, 1993/94, 1999/00

- Міжнародний турнір «Кубок Слов'янських держав»
  -  Чемпіон (1): 1994

- Євро-Азійська ліга
  -  Чемпіон (1): 1993